# Adele in Munich
Adele In Munich to druga rezydencja brytyjskiej piosenkarki Adele, która odbyła się w specjalnej wybudowanej arenie Na Targach Monachijskich  Messe München w Monachium, w Niemczech. Na widowni miało się zmieścić 80 tysięcy osób, lecz ze względu na bezpieczeństwo Monachium wyraziło zgodę na 74 tysięcy osób. Adele zagrała łącznie 10 koncertów przez cały sierpień. Były one jedynymi koncertami Adele w Europie.

## Setlista
1. „Strangers by Nature” (intro)
2. „Hello”
3. „Rumour Has It”
4. „I Drink Wine”
5. „Water Under the Bridge”
6. „Easy on Me”
7. „One and Only”
8. „I’ll Be Waiting”
9. „Oh My God”
10. „Send My Love (To Your New Lover)”
11. „Hometown Glory”
12. „Love in the Dark”
13. „Make You Feel My Love”
14. „Chasing Pavements”
15. „All I Ask”
16. „Skyfall”
17. „Set Fire to the Rain”
18. „All Night Parking (Interlude)”
19. „Hold On”
20. „When We Were Young”
21. „Someone Like You”
22. „Rolling in the Deep”

## Daty koncertów
- 2 i 3 sierpnia 2024 (weekend 1)

- 9 i 10 sierpnia 2024 (weekend 2)
- 14 i 16 sierpnia 2024 (weekend 3)
- 23 i 24 sierpnia 2024 (weekend 4)
- 30 i 31 sierpnia 2024 (weekend 5)

## Tło rezydencji
W 2016 roku Adele wyruszyła w swoją trzecią trasę koncertową, Adele Live 2016, która obejmowała wiele kontynentów i obejmowała 121 koncertów. Zakończyła trasę serią koncertów na stadionie Wembley, podczas jednego z których przekazała uczestnikom napisaną odręcznie notatkę, w której przyznała, że prawdopodobnie nie wyruszy już w trasę: „Trasa koncertowa to dziwna sprawa, nie pasuje mi szczególnie. Jestem typem domatora i czerpię tyle radości z małych rzeczy [...] Chciałam, aby moje ostatnie koncerty odbyły się w Londynie, ponieważ nie wiem, czy kiedykolwiek jeszcze wyruszę w trasę, więc chcę, aby mój ostatni raz odbył się w domu”. Adele odwołała dwa ostatnie występy z powodu zaleceń lekarskich po tym, jak uszkodziła sobie struny głosowe. Przez kolejne lata starała się nie rzucać w oczy.
Adele ogłosiła swój czwarty album studyjny, 30, 13 października 2021 r. i ogłosiła, że zostanie on wydany 19 listopada tego samego roku. Dzień po ogłoszeniu, „Easy on Me” został wydany jako główny singiel z albumu. W wywiadzie w listopadzie Adele stwierdziła, że naprawdę chciałaby wyruszyć w trasę koncertową promującą 30, ale najprawdopodobniej tego nie zrobi: „Ten album? Nie, prawdopodobnie nie. Bardzo bym chciała. [...] Nie podoba mi się to, że wydam album w tym roku, a następnie wyruszę w trasę koncertową w 2023 r.” Ponadto zaprzeczyła plotkom o zbliżającym się koncercie rezydencyjnym w wywiadzie dla Rolling Stone.
Jednak 30 listopada Adele ogłosiła rezydencję Weekends with Adele. Miała się ona odbyć między 21 stycznia a 16 kwietnia 2022 r., a Adele miała wykonać dwa koncerty w The Colosseum w Caesars Palace w Las Vegas w każdy weekend (łącznie 24 koncerty). 100 000 biletów, które trafiły do sprzedaży, wyprzedało się w ciągu sześciu godzin, co dało średni dochód brutto w wysokości 2,2 miliona dolarów amerykańskich (1606000 funtów brytyjskich) za koncert. Ben Beaumont-Thomas z The Guardian skomentował, że ponieważ rezydencje w Vegas były częste wśród artystów, którzy przeżyli szczyt swojej kariery komercyjnej, Adele była wyjątkiem. Uważał jednak, że pasowało to do jej sytuacji ze względu na bliskość rezydencji jej syna i jego ojca, jej niechęć do koncertowania w dużych miejscach oraz kameralny materiał na 30, który lepiej trafiłby do mniejszej publiczności. Miało to również na celu ominięcie wyzwań, jakie pandemia COVID-19 postawiła przed tradycyjnymi trasami koncertowymi.

## Rozwój planu rezydencji
Początkowo rezydencja Weekends with Adele miała być jej jedynym występem po wydaniu 30, chociaż w lipcu 2022 roku zagrała dwa wyprzedane koncerty w londyńskim Hyde Parku. Adele, która nie grała w Europie kontynentalnej od 2016 roku, nie planowała tam również występu, ale przekonali ją promotorzy Klaus Leutgeb i Marek Lieberberg, którzy „zalecali się” do niej przez dwa lata. Lieberberg przyznał, że musieli „pokonać wiele przeszkód i włożyć dużo pracy, aby ją przekonać”; jednak Adele przyjęła ofertę po obejrzeniu projektów tymczasowego stadionu Floriana Wiedera. Wysoko postawione źródło w brytyjskim przemyśle muzycznym powiedziało: „ktoś położył na stole dużo pieniędzy. Nie tylko zdobyli Adele, ale mają ją jako wyłączną europejską artystkę”. Dziennikarze Timesa powiedzieli, że specjalnie zbudowany obiekt, zainstalowany na ogromnej przestrzeni zewnętrznej w centrum wystawowym Messe München w Monachium w Niemczech, będzie „największym na świecie stadionem typu pop-up”, „znacznie” przewyższającym tymczasowy stadion o pojemności 44 000 widzów zbudowany na Mistrzostwa Świata w Katarze w 2022 roku. Leutgeb później wspominał, że pojechał ją zobaczyć do Ameryki w sierpniu 2023 roku i powiedział jej: „Jesteś Królową Muzyki, zbudujemy ci twój własny stadion”. Adele odpowiedziała: „Zróbmy to!”.
31 stycznia 2024 roku ogłoszono, że Adele nie da jednorazowego występu na „specjalnym” stadionie w Monachium, ale wydarzenie odbędzie się w ramach rezydencji koncertowej. Przed występem musiała ukończyć część swojej rezydencji koncertowej w Las Vegas, która zakończyła się 15 czerwca. Adele pozostała w Niemczech w lipcu 2024 roku, zanim rozpoczęła swój letni cykl koncertów. Mieszkała w Monachium ze swoim synem do końca sierpnia, co było dla niej odpowiednie. Adele wynajęła 451-metrowe (4850 stóp kwadratowych) piętro luksusowego hotelu za 30 000 euro (równowartość 33 000 dolarów w połowie 2024 roku) za noc.

## Adele World
Mniej niż miesiąc przed datą rozpoczęcia rezydencji odsłonięto tymczasową strefę gościnności, która miała zostać zbudowana wokół miejsca wydarzenia. Środowisko zewnętrzne, zaprojektowane według pomysłów Adele i nazwane „Adele World” obejmowało bar I Drink Wine, diabelski młyn, huśtawkową karuzelę, ogródek piwny i wiele punktów gastronomicznych. Katja Kraft z Münchner Merkur opisała to miejsce jako „wysokiej jakości”. 70 000 metrów kwadratowych (750 000 stóp kwadratowych) Adele World i jego 13 000 miejsc mieściło „miasto gastronomiczne” i reprodukcję brytyjskiego pubu Good Ship, w którym występowała w niektórych ze swoich pierwszych koncertów. Tam również serwowano „ulubiony napój” Adele. Otwarty przed i po koncertach Adele World miał na celu zapewnienie publiczności „wciągającego doświadczenia”, według organizatorów. Dodatkowa scena została ustawiona w Adele World, na której wykonywano covery piosenek Adele. Można było również zobaczyć występ coveru Spice Girls. Po każdym koncercie rozpoczynała się impreza karaoke, podczas której ludzie byli zachęcani do wykonywania coverów „klasycznych piosenek pop”. Maggie Rogers niespodziewanie pojawiła się na scenie karaoke 16 sierpnia. Budka telefoniczna z teledysku „Hello” była jedną z pamiątek wystawionych w Adele World.

## Teren wydarzenia
Cały teren zajmował 400 000 metrów kwadratowych (4 300 000 stóp kwadratowych). Teren, odpowiadający 60 boiskom piłkarskim, zaprojektowano z trzema wejściami, co umożliwiało płynne przybycie i odbycie. Konstrukcja sceny zajmowała 4000 metrów kwadratowych (43 000 stóp kwadratowych) i została zintegrowana z ekranem LED o wartości 40 milionów euro (równowartość 44 160 000 dolarów w połowie 2024 r.), który miał 220 metrów (721 stóp 9 cali) szerokości i 30 metrów (98 stóp 5 cali) wysokości, co czyniło go największym ekranem wszech czasów używanym do pokazów scenicznych. Gigantyczny ekran zaprojektowano tak, aby przypominał rozwiniętą rolkę filmu, a jego falisty kształt gwarantował dobrą widoczność nie tylko dla tłumu, ale także dla osób siedzących w tylnych rzędach. Scena główna była połączona z 93-metrowym (305 stóp) pomostem i 200-metrową (660 stóp) półkolistą sceną, co pozwoliło Adele zbliżyć się do publiczności. Półkolisty chodnik prowadził do drugiej sceny. Stufish Entertainment Architects stworzyło scenę i ścianę LED. Brytyjska firma Stufish, której współzałożycielem był Mark Fisher, od dawna współpracuje z Adele przy projektowaniu scenografii. W sierpniu 2024 r. magazyn Billboard podał, że produkcja kosztowała ponad 100 milionów dolarów, wliczając w to koszty budowy.

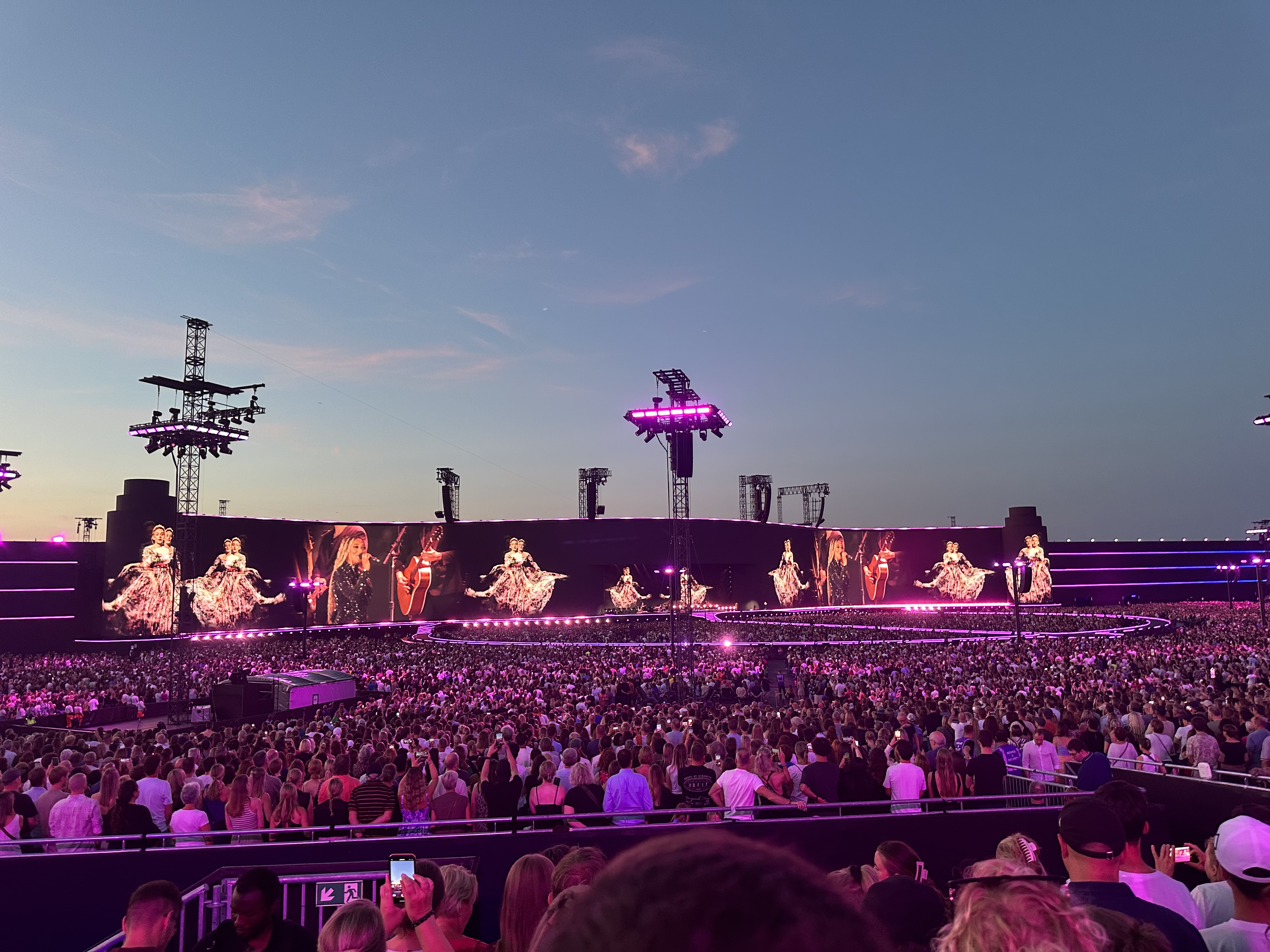
zdjęcie z koncertu (9.08.2024)

## Sprzedaż biletów oraz planowanie
31 stycznia 2024 roku Adele ogłosiła, że wystąpi na czterech koncertach 2, 3, 9 i 10 sierpnia. Ze względu na duże zapotrzebowanie dodała cztery dodatkowe koncerty 2 lutego, zaplanowane na 14, 16, 23 i 24 sierpnia. W tym momencie 2,2 miliona osób zarejestrowało się w celu sprzedaży biletów. Rejestracje w celu przedsprzedaży były możliwe na stronie internetowej Adele do 5 lutego 2024 roku. 6 lutego do serii koncertów dodano dwie ostatnie daty, 30 i 31 sierpnia. Przedsprzedaż rozpoczęła się 7 lutego na Ticketmaster i przebiegała w różnych fazach. 9 lutego rozpoczęła się ogólna sprzedaż za pośrednictwem Live Nation i Eventim. Ceny biletów zostały ujawnione dopiero w trakcie sprzedaży; wcześniej nie podano przedziału cenowego. Ludzie mieli do wyboru standardowe bilety w cenach od 74,90 do 689 euro (odpowiednio 83 i 760 dolarów w połowie 2024 r.). Pakiety VIP w cenach od 488 do 1252 euro (odpowiednio 543 i 1392 dolarów w połowie 2024 r.). Najtańsze kategorie cenowe wyprzedały się szybko. Do połowy lipca sprzedano 95 procent biletów. Następnie Ticketmaster sprzedawał ograniczoną liczbę biletów Lucky Dip w cenie 35 euro (odpowiednio 39 dolarów w połowie 2024 r.) w każdy poniedziałkowy poranek, ale kupujący nie wiedzieli, gdzie są, dopóki nie przybyli na stadion. Bilety zazwyczaj wyprzedawały się w ciągu pół godziny. Niektórzy stwierdzili, że „ceny promocyjne” były „nieuczciwe” biorąc pod uwagę kwoty, jakie płacili na początku sprzedaży, chociaż Rolling Stones wcześniej stosowali tę metodę losowania biletów.